# Issa J. Boullata
Issa J. Boullata (en árabe: عيسى بُلاطه‎, Jerusalén, 25 de febrero de 1929-Montreal, 1 de mayo de 2019) fue un escritor, traductor y docente de literatura árabe de origen palestino. Es el hermano de Kamal Boullata pintor, escritor e historiador del arte radicado en Menton (Francia).

## Biografía
Obtuvo con honores un B.A. en estudios arábicos e islámicos en 1964, siguiendo luego con un PhD en literatura árabe en 1969, ambos en la Universidad de Londres; por otro lado, dictó la cátedra de estudios árabes durante 7 años en el Hartford Seminary antes de trasladarse a McGill University en 1975, donde enseñó literatura árabe, pensamiento árabe moderno, y estudios del Corán adscritos al Instituto de estudios islámicos de dicha casa de estudios hasta su retiro en 2004. Residía en Montreal.
Boullata fue el autor de varios libros sobre literatura y poesía árabe, y sobre el Corán. También escribió numerosos artículos y reseñas de libros para revistas científicas, así como artículos para varias enciclopedias; adicionalmente, fue un notable traductor de literatura árabe, siendo dos veces ganador del Arkansas Arabic Translation Award. Por otro lado, también fue un editor colaborador de la revista londinense Banipal, apareciendo además sus traducciones en varias ediciones de dicha publicación.

## Libros

### Como autor
- Outlines of Romanticism in Modern Arabic Poetry (1960) (en árabe: الرومنطيقية ومعالمها في الشعر العربي الحديث‎).
- Badr Shakir al-Sayyab: His Life and Poetry (1971; 6th ed. 2007) (in Arabic بدر شاكر السياب : حياته وشعره}}).
- Modern Arab Poets, 1950-1975 (1976) (antología traducida al inglés).
- Trends and Issues in Contemporary Arab Thought (1990).
- A Window on Modernism: Studies in the Works of Jabra Ibrahim Jabra (2002) (en árabe: نافذة على الحداثة: دراسات في أدب جبرا إبراهيم جبرا‎)
- Homecoming to Jerusalem (1998) (novela, en árabe: عائد إلى القدس‎)
- A Retired Gentleman and Other Stories (2007) (colección de cuentos en inglés).
- Rocks and a Wisp of Soil (2005) (ensayos de crítica literaria, en árabe: صخر وحفنة من تراب : مقالات في النقد الأدبي‎).

### Como editor
- Critical Perspectives on Modern Arabic Literature (1980).
- Tradition and Modernity in Arabic Literature (1997, con Terri DeYoung).
- Literary Structures of Religious Meaning in the Qur'an (2000).
- The Miraculous Inimitability of the Holy Qur'an throughout History (2006) (en árabe: إعجاز الفرآن الكريم عـبر التاريخ‎).

### Como traductor
- Embers and Ashes: Memoirs of an Arab Intellectual de Hisham Sharabi
- Flight Against Time, novela de Emily Nasrallah.
- Fugitive Light, novela de Mohammed Berrada.
- My Life, autobiografía de Ahmad Amin.
- Princesses' Street: Bagdad Memories, autobiografía de Jabra Ibrahim Jabra (finalista del Arkansas Arabic Translation Award en el año 2005).[7]
- The First Well: A Bethlehem Boyhood, autobiografía de Jabra Ibrahim Jabra (ganador del Arkansas Arabic Translation Award en 1993).
- The Game of Forgetting, novela de Mohammed Berrada.
- The Square Moon, cuentos de Ghada Samman (ganador del University of Arkansas Press Award de 1997).
- The Unique Necklace, compendio de clásicos árabes (Garnet Publishing, Reino Unido, vols. 1,2,3--2006,2009,2011) del escritor andaluz del siglo X Ibn Abd Rabbih.
- The Caliph's Sister, novela de Jurji Zaidan
- Diversos poemas publicador en Modern Arabic Poetry: An Anthology (1987) de Salma Khadra Jayyusi y Anthology of Modern Palestinian Literature (1992), además de numerosos poemas y piezas en prosa en la revista Banipal, entre otras.

### Como traductor desde el inglés al árabe
- Wallace Stevens de William York Tindall, 1962.
- Edith Wharton de Louis Auchincloss, 1962.

### Como editor de revista
- The Muslim World (1970–1980) con Willem Bijlefeld.
- Al-`Arabiyya, Revista de la American Association of Teachers of Arabic (1977–1982)

### Festschrifts
Dos Festschrifts fueron publicados en honor a Boullata:
- Tradition, Modernity, and Postmodernity in Arabic Literature: Essays in Honor of Professor Issa J. Boullata , editado por Kamal Abdel-Malek y Wael Hallaq (Leiden: E.J. Brill, 2000).
- Coming to Terms with the Qur’an: A Volume in Honor of Professor Issa Boullata, McGill University, editado por Khaleel Mohammed y Andrew Rippin (North Haledon, NJ: Islamic Publications International, 2008).

### Premios
Issa J. Boullata fue premiado con el MESA Mentoring Award el mes de noviembre de 2004 por el Middle East Studies Association of North America, en reconocimiento a su excelencia en la enseñanza académica y su influencia en las futuras generaciones de estudiantes.